# Lui ou rien !
Lui ou rien ! (絶対彼氏。, Zettai Kareshi, littéralement "petit-ami absolu" en français) est un manga de Yū Watase. Il est prépublié entre 2003 et 2005 dans le magazine Shōjo Comic et est compilé en un total de six tomes par Shōgakukan. La version française est publiée en intégralité par Kana. La série a été adaptée en drama en 2008 au Japon, en 2012 à Taïwan puis en 2019 en Corée du Sud.

## Synopsis
Riiko Izawa, travaille en tant que secrétaire dans une entreprise de pâtisserie, elle est malheureuse en amour, et n'arrive pas à sortir avec un garçon. Un jour, après s'être fait jetée par celui qu'elle aime, elle rencontre un homme lui disant qu'il peut réaliser son vœu le plus cher : Trouver le petit ami parfait. Sans se démonter, le jeune homme lui donne une carte avec l'adresse d'un site Web et lui demande d'y aller, avant de l'appeler par son nom qu'elle ne lui a pas dit.
Riiko va à cette fameuse société nommée « Kronos Heaven », qui vend des robots à forme humaine jouant le rôle de petit ami. Déprimée par un récent refus d'un garçon, Riiko remplit le formulaire d'achat et le questionnaire pour les qualités de son petit ami idéal, car séduite par les trois jours d'essai gratuits.
Le lendemain la poupée arrive, parfait garçon. Riiko l'active, et il se révèle être un parfait petit ami. Le baptisant « Night », elle passe trois jours avec lui, mais n'a pas suffisamment fait attention aux conditions de l'essai et se retrouve obligée de l'acheter pour cent millions de yens (équivaut à presque 1 000 000 €). Ne pouvant pas payer cette somme, le vendeur lui propose un marché : en échange du prix, Night va rester avec elle pour recueillir des données sur les filles, afin que la société puisse améliorer ses poupées.

## Personnages
- Riiko Izawa (井沢 リイコ?) : C'est une fille malheureuse en amour, elle essuie refus sur refus de garçons. Aveugle à l'amour que lui porte Sōshi, elle aussi l'aime, mais elle est jalouse du célèbre pâtissier, l'ex de Soshi, elle lui avouera qu'elle est encore amoureuse de lui, mais il lui dira qu'il n'éprouve pas les mêmes sentiments, regardant Riiko partir, elle verra qu'il est amoureux de Riiko.
- Night Tenjō (天城 ナイト?) : Robot à forme humaine de la Kronos Heaven. Réveillé par Riiko, il n'aura de cesse de lui plaire et de la protéger, il est prêt à tout pour la rendre heureuse et il ferait tout pour la protéger, il fait tout ça en croyant que ce n'est que sa programmation qui le fait agir mais par la suite nous apprendrons que Night développe lui-même un esprit avec ses propres arguments. C'est le premier modèle de la série des Nightly Lover.
- Sōshi Asamoto (浅元 ソウシ?) : Sochi regarde Izawa de loin, il n'ose pas s'approcher d'elle, la voyant faire la cuisine pour lui, il l'admire et tombe amoureux d'elle mais il tourne le dos à ses sentiments, ne voulant pas le croire, ce n'est qu'en voyant Night avec Riiko qu'il réalise vraiment son amour pour elle. Il essayera de la convaincre de sortir avec lui plutôt qu'avec Night.
- Gaku Namikiri (ガク。ナミキリ?) : Mystérieux vendeur de la société Kronos Heaven (クロノスへヴん社?). Il a le talent pour apparaître à n'importe quel moment. Il aidera beaucoup Izawa dans les moments critiques.
- Mika Ito (伊藤 ミカ?) : Amie de longue date de Riiko, elle aime interférer dans les relations de Riiko  car elle dit que ça la divertie de jouer avec elle, après avoir appris que Riiko sortait avec Night elle lui a avoué qu'elle l'aimait mais Night lui a dit qu'il n'appartenait qu'à Riiko. Elle fait échouer tous les plans de Riiko qui veut réaliser son rêve, Riiko un jour tombe sur elle, et elle voit que c'était elle qui imprégnait le malheur sur son rêve. Depuis ce temps, Mika a dit à Riiko de ne plus lui parler et qu'elle la détestait. En voyant l'amour de Night pour Riiko, elle est de plus en plus jalouse, de plus que le chef M.Asamotto
- Satori Miyabe (宮部 サトリ?) : Gravement brûlée, elle est très inquiète de ne pas plaire aux hommes et s'intéresse de ce fait principalement à l'argent.
- Toshiki Shirasaki (白崎 トシキ?) : C'est le numéro 2 de la série Nightly Lover. Il est envoyé pour séduire Riiko après être mis en service. Après son combat contre Night, quelqu'un l'achète et il devient ami avec les autres.
- Yuki Shirasaki (ユキ・シラサキ?) : C'est le supérieur de Gaku Namikiri. Il apparaît dans le tome 4 lors du test du numéro 2 des Nightly Lover. Il a pour supérieurs des enfants de 8 ans et comme directeur un bébé.
- Masaki Asamoto (浅元 マサキ?) : Frère de Sōshi et sous-directeur de la société où ils travaillent.